# 1075 (szám)
Az 1075 (római számmal: MLXXV) az 1074 és 1076 között található természetes szám.

## A szám a matematikában
A tízes számrendszerbeli 1075-ös a kettes számrendszerben 10000110011, a nyolcas számrendszerben 2063, a tizenhatos számrendszerben 433 alakban írható fel.
Az 1075 páratlan szám, összetett szám. Kanonikus alakja 52 · 431, normálalakban az 1,075 · 103 szorzattal írható fel. Hat osztója van a természetes számok halmazán, ezek növekvő sorrendben: 1, 5, 25, 43, 215 és 1075.
109-szög.
Az 1075 negyvenhárom szám valódiosztó-összegeként áll elő, ezek közül legkisebb az 576.

## Csillagászat
- 1075 Helina kisbolygó